# Heinkel He 177
Heinkel He 177 Greif (Грифон) — німецький 4-моторний двогвинтовий важкий бомбардувальник компанії Ernst Heinkel Flugzeugwerke періоду Другої світової війни. Спочатку розглядався як важкий пікіруючий бомбардувальник.
Один літак модифікації He 177V38 переробили для транспортування атомної бомби.

## Історія
На початку 30-тих років Люфтваффе почало програму розробки важких бомбардувальників під назвою «Уралбомбер» в результаті якої було сконструйовано два бомбардувальники — Junkers Ju 89, Dornier Do 19, але жоден з них не задовольнив Люфтваффе, і всю програму закрили. Але від ідеї створення важких бомбардувальників далекого радіуса дії не відмовились. В червні 1936 року було сформовано вимоги до нового бомбардувальника з кодовою назвою «Бомбер А» (нім. Bomber A). Вимагалось дальність польоту в 2500 км, швидкість на висоті 6000 в 500 км/год і максимальне бомбове навантаження в 1200 кг.
В конкурсі взяло участь шість фірм, а переможцем став проект фірми Heinkel під заводським номером P.1041. Головний конструктор Зігфрід Гюнтер вирішив зробити двогвинтовий високоплан з чотирма моторами. Кожен гвинт приводився в рух за допомогою двох двигунів з'єднаних через редуктор. Окрім цього було прийнято використати дистанційне керування захисним озброєнням, що дозволило зменшити кількість членів екіпажу до трьох.
Літаку було присвоєно індекс He 177, але на фронті були більш затребувані тактичні бомбардувальники, тому розробка йшла повільно. Окрім цього конструкторам було вказано досліджувати можливість використання He 177 як морського розвідника-бомбардувальника пристосованого до бомбометання з піке. Тому на перший літаках встановлювалося аеродинамічне гальмо.
Перший прототип He 177V1 з двигунами DB 606 (два DB 601) потужністю 2700 к.с. піднявся в повітря 9 листопада 1939 року, а весною 1940 ще три. V2 і V4 літаки мали загоряння моторів у повітрі, V5 розбився, через що He 177 стали звати «займистою труною» нім. Brennender Sarg, «Імперським факелом» нім. Reichsfackel. В процесі тестувань було вирішено відмовитись від герметичної кабіни і дистанційно керованих турелей, що збільшило екіпаж до п'яти осіб. Серійне виробництво почалось в 1941, і до кінця війни було виготовлено 1137 літаків.

## Основні модифікації

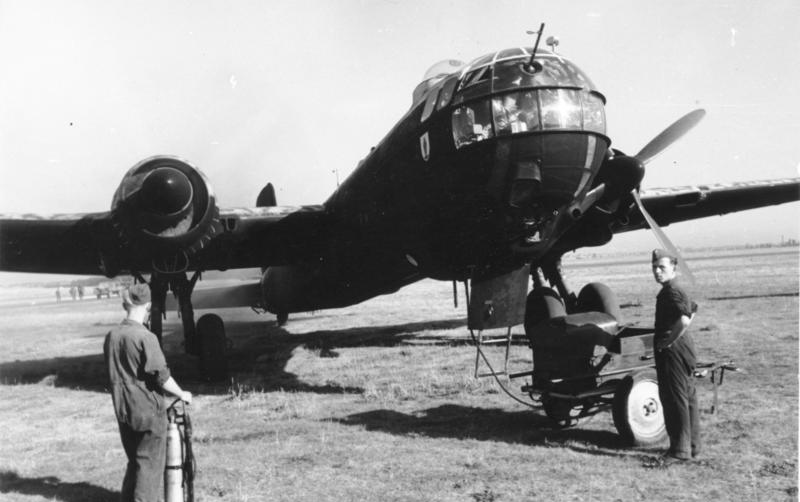
Кабіна He 177A-1 з кулеметом і гарматою.

- He 177A-0 — передсерійний випуск з двигунами DB 606. Максимальне бомбове навантаження — 2400 кг; захисне озброєння складалось з 20 мм гармати MG FF в передній частині підфюзеляжної гондоли, 7,92 мм кулемет MG 81 в задній частині, ще один в носі, і по одному 13,2 мм кулемету MG 131 в верхній і хвостовій турелях. (35 екз.)
- He 177A-1 — перша серійна модифікація. Кулемет MG 81 в задній частині гондоли замінений на MG 131. (130 екз.)
  - He 177A-1/U1 — додано дві 30 мм гармати MK 101 в передню частину підфюзеляжної гондоли. (12 екз.)
- He 177A-3 — посилено крила, дещо подовжений корпус, вилучено аеродинамічне гальмо. (335 екз.)
  - He 177A-3/R1 — додано ще одну верхню турель з двома кулеметами MG 131.
  - He 177A-3/R2 — в хвостовій частині і передній частині підфюзеляжної гондоли встановлені 20 мм гармати MG 151/20.
  - He 177A-3/R3 — пристосований до використання радіокерованої бомби Hs 293
- He 177A-5 — оснащувався двигунами DB 610 (два DB 605) потужністю 2975 к.с. Екіпаж — 6 осіб, озброєння аналогічне до He 177A-3/R2 (565 екз.)
  - He 177A-5/R1 — пристосований до використання радіокерованих бомб
  - He 177A-5/R2 — перероблені бомбовий відсік і система скидання бомб.
  - He 177A-5/R3 — додано підфюзеляжну дистанційно-керовану турель з MG 131.
  - He 177A-5/R4 — пристосований до використання радіокерованих бомб
  - He 177A-5/R5 — додано підфюзеляжну турель з MG 131 і ще один кулемет MG 131 до задньої частини підфюзеляжної гондоли.
- He 177A-6 — змінено вікна в кабіні. Захисне озброєння — дві 20 мм гармати в верхній турелі, чотири кулемета MG 131 в хвості, два в задній частині гондоли і два в дистанційно керованій нижній турелі. (6-15 літаків перероблено з He 177A-3)
- He 177A-7 — збільшено розмах крила. (11 літаків перероблено з He 177A-5)

## Технічні характеристики

Heinkel 177A-1

|                               | He 177A-1      | He 177A-3/R1   | He 177A-5/R2   |
| ----------------------------- | -------------- | -------------- | -------------- |
| Довжина                       | 20,4 м         | 22 м           | 22 м           |
| Висота                        | 6,67 м         | 6,67 м         | 6,67 м         |
| Розмах крил                   | 31,44 м        | 31,44 м        | 31,44 м        |
| Площа крил                    | 100 м²         | 100 м²         | 100 м²         |
| Маса пустого                  | 16 500 кг      | 16 600 кг      | 16 800 кг      |
| Максимальна злітна маса       | 30 300 кг      | 29 800 кг      | 32 000 кг      |
| Потужність                    | 2 x 2700 к. с. | 2 x 2700 к. с. | 2 x 2975 к. с. |
| Максимальна швидкість         | 480 км/год     | 480 км/год     | 440 км/год     |
| Максимальна дальність польоту | 5600 км        | 5600 км        | 5600 км        |
| Практична стеля               | 10 000 м       | 10 000 м       | 8000 м         |
| Швидкопідйомність             |                |                | 3,25 м/c       |

## Історія використання

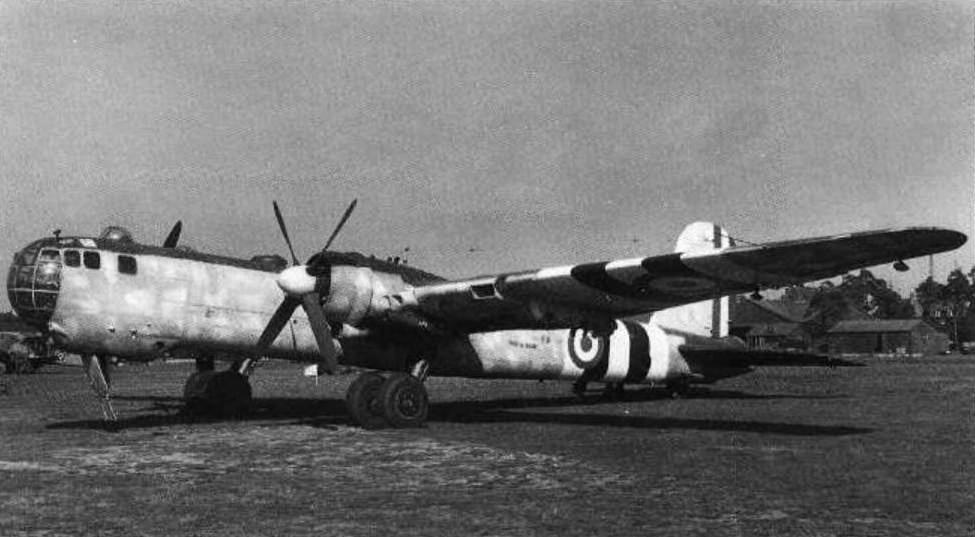
Захоплений Королівськими ВПС He 177

Через технічні проблеми He 177 порівняно повільно надходив в військові частини. Літом 1942 року була сформована перша авіагрупа I/KG 50, яка до грудня отримала 33 He 177, але готових до бою було тільки 10. Першим бойовим завданням групи було забезпечення припасами оточених біля Сталінграду військ у січні 1943. Перший бомбардувальний виліт відбувся 25 січня 1943 року коли 5 He 177A-1 скинули 13 т. бомб на радянські позиції. Було здійснено ще декілька вильотів, але згодом групу було відкликано на переозброєння. Групу було озброєно He 177 з радіокерованими бомбами і реорганізовано в групу II/KG 40.
Група II/KG 40 була переведена на аеродром біля Бордо де з осені 1943 стали використовуватись на Середземному морі і Атлантиці. Перший наліт з використанням бомби Hs 293 відбувся 21 листопада 1943, коли 20 He 177A-3 здійснили атаку на конвой. 26 листопада через попадання бомби з He 177 був потоплений транспорт «Рона», в результаті аварії загинуло близько 1100 осіб. За два нальоти група втратила 12 літаків і її перевели на виконання нічних бомбардувань.
В січні 1944 року декілька He 177 надійшло на озброєння групи I/KG 40, а також було переозброєна група I/KG 100. 21 січня вони брали участь в нальотах на британські міста в рамках операції «Штейнбок», а 23 січня екіпажі II/KG 40 почали атаки на десант союзників в Анціо. Нальоти здійснювались виключно вночі, тому значних успіхів досягнуто не було, і групу повернули на переозброєння, до морських бомбардувань вона повернулась в кінці квітня.
До літа 1944 року три групи ескадри KG 1 було озброєно He 177. Ескадра розміщувалась в Східній Пруссії і діяла проти радянських військ. Найбільшим нальотом He 177 став виліт 16 червня на Великі Луки, в якому взяли участь 87 He 177. 22 червня почалась наступальна операція радянських військ «Багратіон» і сили KG 1 було кинуто на стримування наступу, але втрати були надто великими і в липні 1944 ескадру було відкликано назад, а в серпні розформовано.